# Администрация зон отчуждения и отселения
Администрация зон отселения и отчуждения МЧС Республики Беларусь — специальный орган управления, осуществляющий в пределах своей компетенции управление территориями зоны эвакуации (отчуждения), зоны первоочередного отселения и зоны последующего отселения, с которых отселено население и на которых установлен контрольно-пропускной режим. Подчинён республиканскому органу государственного управления, осуществляющему регулирование и управление в области преодоления последствий катастрофы на Чернобыльской АЭС (ч. 2 ст. 16 Закона Республики Беларусь от 26 мая 2012 г. N 385-З «О правовом режиме территорий, подвергшихся радиоактивному загрязнению в результате катастрофы на Чернобыльской АЭС».

## Создание
Администрация зон отчуждения и отселения создана согласно Постановлению Совета Министров Республики Беларусь от 08 июня 1992 г. № 343 и входила в перечень организаций, подчиненных Государственному комитету по проблемам последствий катастрофы на Чернобыльской АЭС (Госкомчернобыль).
Приказом Госкомчернобыля от 9 июля 1992 г. № 33 на Администрацию возложено управление зоной отчуждения, осуществление государственного контроля за соблюдением в зоне отчуждения и на территориях, с которых отселены жители, правового режима допуска людей, въезда и выезда транспортных средств, за хозяйственной деятельностью, вывозом материально-технических ресурсов, полезных ископаемых и проведением реабилитации.
Численность работников аппарата Администрации составила 35 человек. Директор Полесского государственного радиационно-экологического заповедника одновременно являлся заместителем начальника Администрации. Начальник Администрации Марковский Н. Н.
Согласно Положению об Администрации зон отчуждения и отселения Министерства по чрезвычайным ситуациям, утвержденному приказом Министра по чрезвычайным ситуациям от 22.07.1997 № 52, в структуру Администрации обособленным подразделением входил Центр управления в кризисных ситуациях (ЦУКС), обеспечивавший оперативное управление государственной системой предупреждения и ликвидации чрезвычайных ситуаций, который создавался на базе сектора информации и оперативного реагирования. Приказом Комитета по проблемам последствий катастрофы на Чернобыльской АЭС от 05.01.2000 № 48 утверждено новое положение об Администрации зон отчуждения и отселения, пересмотрена её структура и должностные обязанности сотрудников.
Положение об Администрации изменялось в соответствии со структурными и организационными изменениями в Госкомчернобыле и МЧС Республики Беларусь согласно Приказу Комитета по проблемам последствий катастрофы на Чернобыльской АЭС при Совете Министров Республики Беларусь от 06.05.2002 № 59, Постановлению МЧС Республики Беларусь от 20.08.2007 № 71, Приказу МЧС Республики Беларусь от 19.11.2012 № 273 (действующее).
Администрация входит в Перечень государственных организаций, подчиненных Министерству по чрезвычайным ситуациям, утвержденный Указом Президента Республики Беларусь от 29 декабря 2006 г. № 756.

## Назначение
Управление территорией радиоактивного загрязнения осуществляется Советом Министров Республики Беларусь, республиканским органом государственного управления, осуществляющим регулирование и управление в области преодоления последствий катастрофы на Чернобыльской АЭС, и местными исполнительными и распорядительными органами в пределах их компетенции.
Специальным органом управления, осуществляющим в пределах своей компетенции управление территориями зоны эвакуации (отчуждения), зоны первоочередного отселения и зоны последующего отселения, с которых отселено население и на которых установлен контрольно-пропускной режим, является администрация зон отчуждения и отселения, подчиненная республиканскому органу государственного управления, осуществляющему регулирование и управление в области преодоления последствий катастрофы на Чернобыльской АЭС.
Основными задачами администрации зон отчуждения и отселения являются:
- контроль за соблюдением правового режима территорий зоны эвакуации (отчуждения), зоны первоочередного отселения и зоны последующего отселения, с которых отселено население и на которых установлен контрольно-пропускной режим;
- организация контрольно-пропускного режима и выдача пропусков;
- иные задачи, установленные законодательством.

Администрация зон отчуждения и отселения осуществляет свою деятельность на основании положения, утверждаемого республиканским органом государственного управления, осуществляющим регулирование и управление в области преодоления последствий катастрофы на Чернобыльской АЭС.
Администрация в соответствии с положением и возложенными на нее задачами осуществляет:
1. координацию деятельности органов, уполномоченных осуществлять охрану общественного порядка, имущества, тушение пожаров и надзор за обеспечением пожарной безопасности, контрольно-пропускного режима при въезде и выезде за пределы территорий, на которых установлен контрольно-пропускной режим;
2. координацию мероприятий по охране территорий, на которых установлен контрольно-пропускной режим;
3. обобщение практики выполнения требований законодательства по вопросам ликвидации последствий катастрофы на Чернобыльской АЭС юридическими лицами и индивидуальными предпринимателями, осуществляющими деятельность на территориях, на которых установлен контрольно-пропускной режим;
4. заключение договоров на приобретение материальных ценностей, осуществление контрольно-пропускного режима, охраны общественного порядка, имущества, выполнение работ по обеспечению пожарной безопасности, благоустройству кладбищ, сохранению памятников, других работ на территориях, на которых установлен контрольно-пропускной режим;
5. учет строений и сооружений, находящихся на территориях, на которых установлен контрольно-пропускной режим, за исключением территорий, входящих в состав государственного природоохранного научно-исследовательского учреждения «Полесский государственный радиационно-экологический заповедник», контроль состояния кладбищ и памятников;
6. внесение предложений по планированию работ по захоронению населенных пунктов и объектов, благоустройству кладбищ и ремонту памятников, расположенных на территориях, на которых установлен контрольно-пропускной режим;
7. проведение работ по поддержанию границ территорий, на которых установлен контрольно-пропускной режим;
8. учет граждан, не выехавших в порядке обязательного отселения с территорий зоны последующего отселения, с которых отселено население и на которых установлен контрольно-пропускной режим;
9. участие в разработке и реализации планов мероприятий по обеспечению пожарной безопасности, учет пожаров и возгораний на территориях, на которых установлен контрольно-пропускной режим;
10. информирование граждан о требованиях радиационной безопасности на территориях, на которых установлен контрольно- пропускной режим;
11. инструктирование граждан, пребывающих на территориях, на которых установлен контрольно-пропускной режим, о мерах по обеспечению радиационной и пожарной безопасности;
12. организацию рейдов по выявлению нарушений требований правового режима и других правонарушений на территориях, на которых установлен контрольно-пропускной режим, принятие по их результатам мер, предусмотренных законодательством;
13. подготовку и издание карт территорий, на которых установлен контрольно-пропускной режим, в соответствии с государственными программами по преодолению последствий катастрофы на Чернобыльской АЭС (далее — государственные программы);
14. разработку предложений в государственные программы, контроль их выполнения;
15. реализацию мероприятий по содержанию территорий, на которых установлен контрольно-пропускной режим, определенных международными соглашениями по преодолению последствий катастрофы на Чернобыльской АЭС, государственными программами;
16. рассмотрение в пределах своей компетенции в порядке, установленном законодательством, обращений граждан, в том числе индивидуальных предпринимателей, и юридических лиц;
17. выполнение других функций в соответствии с законодательством.

Согласно закону Республики Беларусь «О правовом режиме территорий, подвергшихся радиоактивному загрязнению в результате катастрофы на Чернобыльской АЭС» и постановления Совета Министров Республики Беларусь от 8 июня 1992 г. № 343 «Вопросы Государственного комитета по проблемам катастрофы на Чернобыльской АЭС», администрация зон отчуждения и отселения осуществляет:
- координацию деятельности местных исполнительных и распорядительных органов, организаций и предприятий по обеспечению правового режима;
- организацию выполнения работ по устройству минерализованных противопожарных полос для обеспечения пожарной безопасности территорий зон отчуждения и отселения, благоустройству кладбищ на отселенных территориях, ремонту и поддержанию в надлежащем состоянии памятников воинской славы, захоронений воинов, погибших во время Великой Отечественной войны;
- координацию деятельности и контроль исполнения требований радиационной безопасности, мероприятий по предупреждению и тушению пожаров, охране территорий, информированию населения по проблемам зон отчуждения и отселения;
- подготовка планов работ по захоронению населенных пунктов и объектов на территории зоны отселения;
- выдачу пропусков гражданам и организациям на право посещения и осуществления деятельности на территориях зон отчуждения и отселения;
- информирование граждан и субъектов хозяйствования о границах земель отчуждения, установку на них знаков радиационной опасности, аншлагов;
- контроль проживания граждан на территории зоны отселения, отказавшихся переселяться;
- участие в разработке и реализации планов проведения профилактических мероприятий по обеспечению пожарной безопасности отселенных территорий, учет пожаров и нанесенного ими ущерба;
- инструктирование граждан, посещающих территории зон отчуждения и отселения, о мерах радиационной и пожарной безопасности;
- проведение проверок по выявлению нарушений требований правового режима, фактов браконьерства, несанкционированного пребывания граждан, принятие по результатам проверок предусмотренных законодательством мер.

Администрация зон отчуждения и отселения имеет право приостанавливать и запрещать деятельность, ведущуюся на территориях зон отчуждения и отселения с нарушением требований, установленных законодательством Республики Беларусь и привлекать к административной ответственности граждан и должностных лиц, нарушивших требования Закона Республики Беларусь «О правовом режиме территорий, подвергшихся радиоактивному загрязнению в результате катастрофы на Чернобыльской АЭС» при нахождении на территориях зон отчуждения и отселения.